# JFE Holdings
JFE Holdings, Inc. (JFE ホールディングス株式会社 Jeiefuī Hōrudingusu Kabushiki-gaisha?) es una empresa suderúrgica con sede en Tokio (Japón).

## Historia
JFE Holdings se fundó en 2002 producto de la fusión de NKK (日本鋼管株式会社 Nihon Kōkan Kabushiki-gaisha?) y Kawasaki Steel Corporation (川崎製鉄株式会社 Kawasaki Seitetsu Kabushiki-giasha?). En ese momento, NKK era el segundo mayor productor de acero de Japón y Kawasaki Steel, el tercero. Ambas compañías, durante la Segunda Guerra Mundial, fueron los mayores productoras de navíos militares.
Las siglas en inglés JFE quieren decir Japón, Fe (el símbolo químico del hierro) y Engineering (Ingeniería).
JFE Holdings además de la producción de acero está involucrado en la construcción, y a través de algunas ramas, como la California de Acero opera en los Estados Unidos, con el Fujian China-Japón Metal en China, y Minas da Serra Geral en Brasil.
JFE Holdings es el quinto mayor productor de acero en el mundo. Tiene varias ramas, incluyendo: JFE Engineering, JFE Steel y JFE Shoji.
NKK y Siderca S.A. (grupo Techint) han formado una empresa conjunta para la producción de tubos sin costura y de tuberías.
En noviembre de 2009, JFE alcanzó un acuerdo con JSW Steel -el tercer mayor productor de acero de India-, para la construcción de una planta de acero en Bengala Occidental.
En 2023 tuvo una producción de acero de 25 millones de toneladas.

## Establecimientos
- Chiba
- Kawasaki, Kanagawa
- Kurashiki, Okayama
- Fukuyama, Hiroshima